# 石抹咸得卜
石抹咸得卜，又作石抹咸得不、石抹憨塔卜，蒙古帝国大臣，契丹族，太傅石抹明安长子。
1216年，石抹明安去世，成吉思汗让他袭任太保，为燕蓟留后长官，史称燕京等处行尚书省事，后因其弟石抹忽笃华也担任此职，故他被人称为大哥行省。1224年二月初七，石抹咸得卜邀请丘处机主持天长观。石抹咸得卜性情贪暴，多杀人。被中书令耶律楚材上奏，于是生怨，密告宗王，诬陷耶律楚材任用亲旧，有二心，后来查明所告不实。后被属下控告行不法之事，被耶律楚材宽宥。